# Trench Green
Trench Green – osada w Anglii, w hrabstwie Oxfordshire, w dystrykcie South Oxfordshire. Leży 34 km na południowy wschód od Oksfordu i 62 km na zachód od Londynu.